# Herta Anitas
Herta Anitas, romunska veslačica, * 18. avgust 1962.
Anitasova je za Romunijo nastopila na Poletnih olimpijskih igrah 1988 v Seulu, kjer je veslala v četvercu s krmarko in v osmercu. V osmercu je  osvojila srebrno, v četvercu pa bronasto medaljo.